# 道火桿

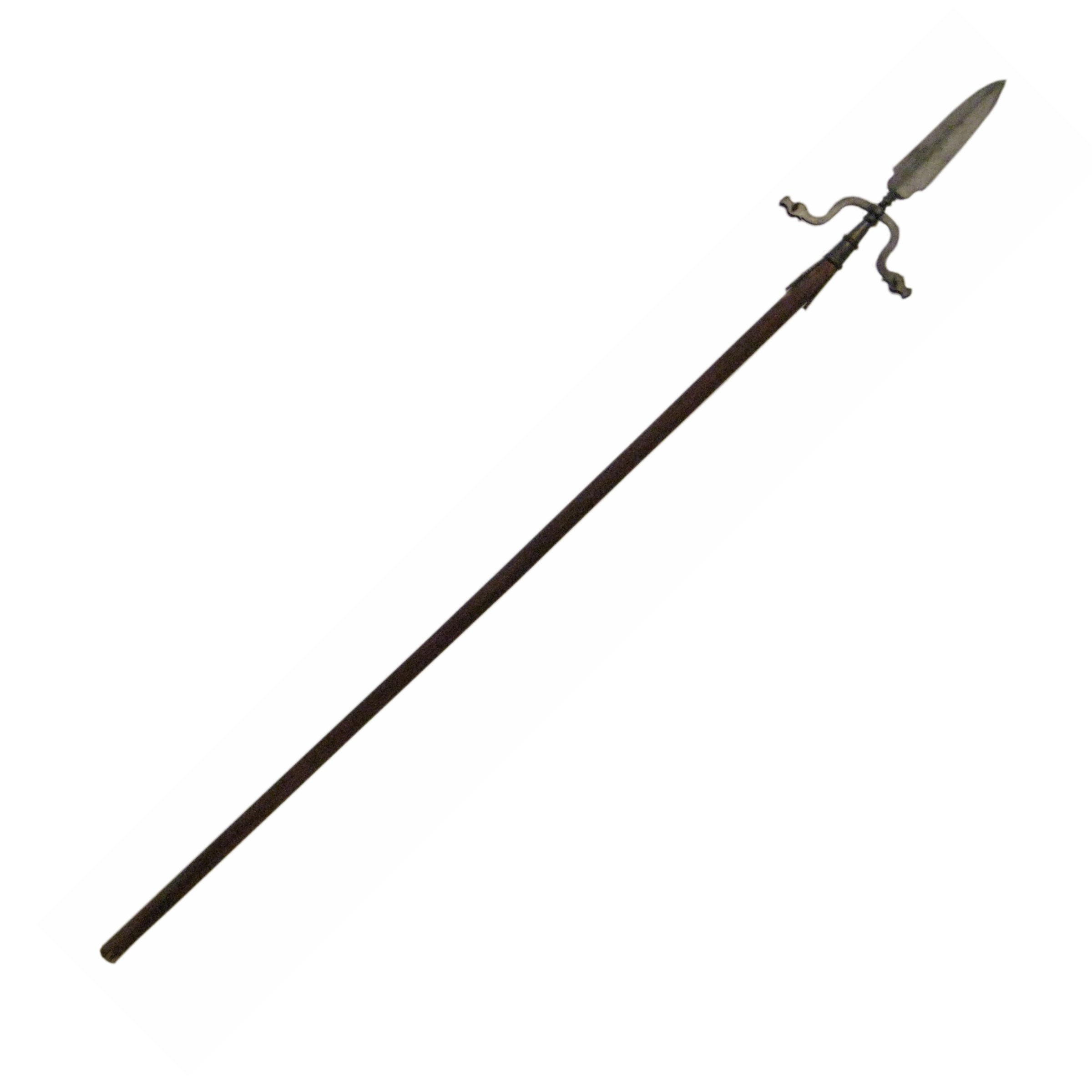
道火棹

道火桿（みちびざお　英: Linstock）は、火の付いた火縄を保持するため、片側が叉状になった棒。linstockとはオランダ語のlontstok（直訳すると「火縄桿」）に由来する。道火桿は、砲兵が初期の大砲を発射するために使用された。道火桿を使うことで、砲手が大砲から離れて安全に点火できるようになった。
それまでは火の付いた火縄を砲手が自分の手で砲尾のタッチホールに差し込んで発射していた。このやり方では、点火された発射薬の火が飛び散ったり、発射時の反動で後退する大砲に巻き込まれるといった危険があった。

## 設計
道火桿の火縄を保持するための顎状の分岐を持ち、端は地面に突き刺して立てるために尖っていた。緊急時には、砲手は槍に転用して大砲を守ることができた。

## 陳腐化
18世紀に大砲はフリントロック式点火機構（ガンロックと呼ばれた）を備えるようになった。道火桿は時代遅れとなった 。だが、道火桿は、旧式の点火法が残った場所で使われ続けた。例えば独立戦争中のアメリカやナポレオン戦争中のヨーロッパの一部である。それに米英戦争とアメリカ南北戦争でも用意されていた。これは、フリントロック式やパーカッション式の点火方法が失敗したときに使用された。